# Agustín Urzi
Agustín José Urzi (* 4. Mai 2000 in Lomas de Zamora, Provinz Buenos Aires) ist ein argentinischer Fußballspieler. Er stammt aus der Jugend des Erstligisten CA Banfield, der ihn 2018 in seine Herrenmannschaft aufnahm. Er spielt vorwiegend auf der linken offensiven Flügelposition.

## Karriere
Agustín Urzi spielte bis 2019 in der Jugend des Erstligisten CA Banfield. Bereits im November 2018 wurde er erstmals in den Kader der ersten Mannschaft berufen. Sein Debüt im Herrenfußball gab er am 1. Dezember im Liga-Heimspiel gegen Argentinos Juniors. Bei der 0:1-Niederlage seiner Mannschaft kam er nach 62 Spielminuten zu einer Einwechslung. Urzi erarbeitete sich schnell einen Stammplatz, sodass er bis Saisonende zu insgesamt zehn von seit Ende November möglichen 13 Pflichtspielen kam. Er steuerte zum Erfolg seiner Mannschaft zwei Tore und eine Vorlage bei; Banfield schloss als 16. in der Liga ab.